# 苏莱曼莫哈末阿里
拿督斯里乌达玛哈芝苏莱曼·本·穆罕默德·阿里（别名Tok Leman，1965年12月20日—），马来西亚政治人物，巫统马日丹那区部署理主席，为马六甲第12任首席部长，现任马六甲州议会林鲁州议员。曾经担任巫统马日丹那区部秘书，以及巫统马六甲州联委会秘书。

## 政治生涯

### 马六甲首席部长（2020年至2023年）
2020年3月9日，苏莱曼莫哈末阿里就任第12任马六甲首席部长。
2021年马六甲州选举，苏莱曼莫哈末阿里在马日丹那国会议席下的林鲁州议席守土，成功以3104张多数票打败来自土团党和公正党的候选人连任林鲁州议员，并在2021年11月21日凌晨宣誓就职马六甲首席部长。
2023年3月30日，苏莱曼卸任马六甲首席部长一职。同年3月31日，阿都拉勿就任为第13任马六甲首席部长。

## 政党职务

### 巫统马六甲州联委会
曾经担任巫统马六甲州联委会秘书。

### 巫统马日丹那区部
曾经担任巫统马日丹那区部秘书。2023年3月19日，当选为巫统马日丹那区部署理主席。

## 选举结果
| 年份 | 选区                   | 候选人 | 候选人                    | 得票数 | 得票率 | 竞选对手                | 竞选对手                | 得票数 | 得票率 | 总票数 | 多数票 | 投票率 |
| ---- | ---------------------- | ------ | ------------------------- | ------ | ------ | ----------------------- | ----------------------- | ------ | ------ | ------ | ------ | ------ |
| 2013 | P134 马日丹那 N04 林鲁 |        | 苏莱曼莫哈末阿里（ 國陣） | 5,009  | 66.65% |                         | 阿斯里沙利（ 伊斯兰党） | 2,506  | 33.35% | 7,613  | 2,503  | 86.04% |
| 2018 | P134 马日丹那 N04 林鲁 |        | 苏莱曼莫哈末阿里（ 國陣） | 4,016  | 46.87% |                         | 利端阿凡迪（ 土团党）   | 3,389  | 39.56% | 8,701  | 627    | 84.07% |
| 2018 | P134 马日丹那 N04 林鲁 |        | 苏莱曼莫哈末阿里（ 國陣） | 4,016  | 46.87% | 阿沙莫哈末（ 伊斯兰党） | 1,163                   | 13.57% |        | 8,701  | 627    | 84.07% |
| 2021 | P134 马日丹那 N04 林鲁 |        | 苏莱曼莫哈末阿里（ 國陣） | 4,486  | 63.88% |                         | 阿都拉马哈迪（ 土团党） | 1,382  | 19.68% | 7,023  | 3,104  | 66.50% |
| 2021 | P134 马日丹那 N04 林鲁 |        | 苏莱曼莫哈末阿里（ 國陣） | 4,486  | 63.88% | 莫哈末阿斯里（ 公正党） | 1,155                   | 16.45% |        | 7,023  | 3,104  | 66.50% |

## 个人荣誉
- 马来西亚：
  -  联邦护国奖章（PPN）（2002年）[11]
  -  联邦护国丞官勋章（KMN）（2012年）[11]

- 马六甲：
  -  马六甲荣誉勋章（DMSM）—拿督（2015年）[11]
  -  马六甲乌达玛勋章（DUNM）—拿督斯里乌达玛（2020年）[12]